# Hermann P. Reiser

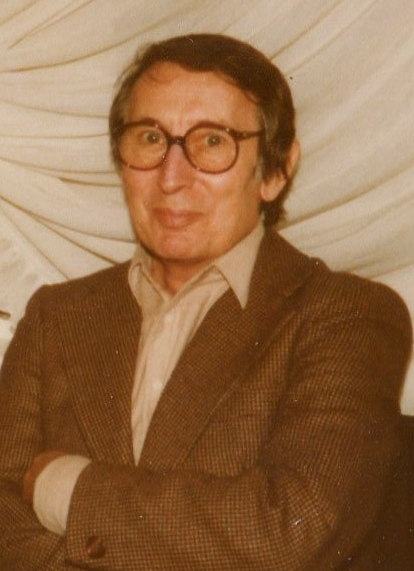
Hermann P. Reiser

Hermann Peter Reiser (* 27. Dezember 1923 in Speyer; † 13. Mai 2004) war ein deutscher Journalist und Bundestagsabgeordneter der SPD.

## Leben
Reiser arbeitete zunächst als Grund- und Hauptschullehrer, ehe er in den Journalismus wechselte. Er trat 1962 in die SPD ein. Von 1972 bis 1976 war Reiser Mitglied des Deutschen Bundestages. Er wurde im Wahlkreis Pinneberg mit 51 Prozent der Stimmen direkt gewählt. Zuvor war er langjähriger Leiter und Moderator des Freitagsmagazins im NDR-Regionalprogramm. Neben zahlreichen Beiträgen zeichnete er auch für den Fernsehfilm Ein Mensch namens Wehner verantwortlich. 1982 sprach er für die Dokumentarfilmreihe des Norddeutschen Rundfunks Zeugen der Zeit mit Wolfgang Staudte.